# Władysław Szyjanowski
Władysław Szyjanowski, ros. Владислав Иванович Шияновский (ur. 22 grudnia 1929, zm. 2006) – ukraiński szachista.

## Kariera szachowa
Mistrz szachowy od 1957 roku. Wielokrotnie uczestniczył w mistrzostwach Ukraińskiej Socjalistycznej Republiki Radzieckiej, w 1961 r. dzieląc I-II miejsce (w dogrywce o złoty medal przegrał z Jurijem Kocem). Dwukrotnie zakwalifikował się do finałów indywidualnych  mistrzostw Związku Radzieckiego. W 1962 r. zajął II miejsce w międzynarodowym turnieju w Bukareszcie.
Według retrospektywnego systemu Chessmetrics, w styczniu 1958 r. zajmował 57. miejsce na świecie z wynikiem 2604 punktów.